# The Kingdom Interlinear Translation of the Greek Scriptures

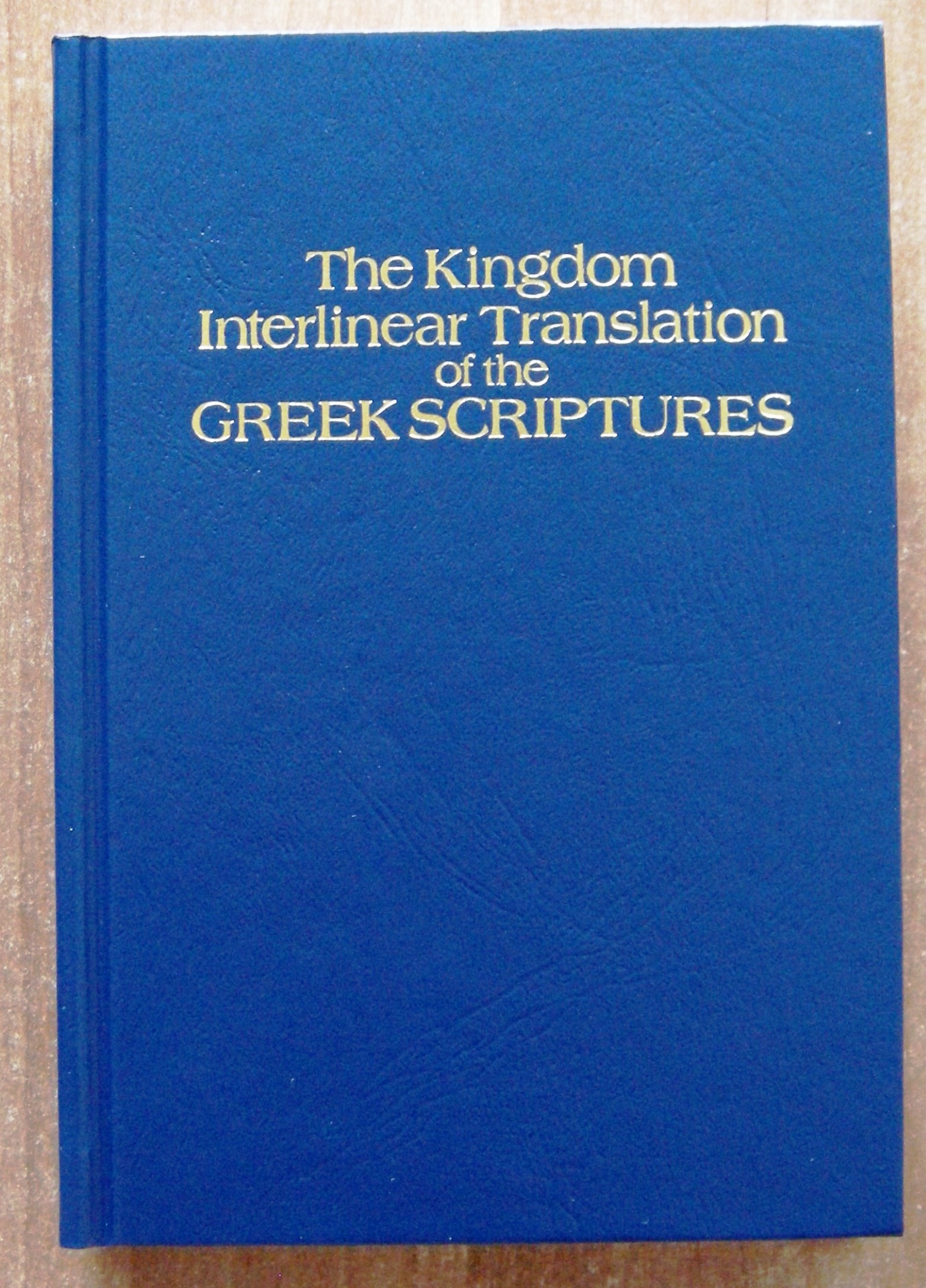
The Kingdom Interlinear Translation of the Greek Scriptures (edycja z 1985 roku)

The Kingdom Interlinear Translation of the Greek Scriptures (Pisma Greckie w międzywierszowym przekładzie Królestwa) – angielskojęzyczny przekład biblijny Chrześcijańskich Pism Greckich z 1969 roku, wydany przez Watchtower Bible and Tract Society of New York, Inc oraz International Bible Students Association. Publikacja Świadków Jehowy, przetłumaczona przez New World Bible Translation Comittee i wydana w nakładzie 800 000 egzemplarzy. Wydanie pierwszej edycji nastąpiło na kongresie międzynarodowym pod hasłem „Pokój na ziemi” w roku 1969.

## Opis
Na każdej stronie lewa, szersza szpalta zawiera oryginalny tekst grecki Nowego Testamentu w opracowaniu krytycznym biblistów Brooke’a F. Westcotta i Fentona J.A. Horta The New Testament in the Original Greek z 1881 roku, a pod nim słowo pod słowem znajdują się najdokładniej odpowiadające im słowa angielskie (dosłowne tłumaczenie na język angielski z roku 1969 – „Word-for-word English translations”, Angielski przekład dosłowny). W prawej, węższej szpalcie znajduje się tekst Pisma Świętego w Przekładzie Nowego Świata. U dołu stron zamieszczono też uwagi marginesowe z odnośnikami do ogółem 53 rękopisów biblijnych oraz przekładów Pisma Świętego.
W roku 1985 wydano zrewidowaną edycję. Wydanie to zawiera 1120 stron.
Na wyklejkach zamieszczono tabelę: Grecki alfabet wraz z wymową; diagram ilustrujący podstawy greki i znaczenie przyimków, mapy Palestyna za czasów służby Jezusa oraz Podróże Pawła. Edycja ta zawiera również dodatki informacyjne o przekładzie, mapy, ryciny i plany.
Uzasadniając użycie imienia w tekście głównym Nowego Testamentu The Kingdom Interlinear Translation of the Greek Scriptures (edycja z roku 1969) powołuje się na 21 przekładów biblijnych ksiąg Nowego Testamentu głównie na język hebrajski. Najstarszym z nich jest Ewangelia Mateusza z dzieła Szem Toba pochodząca najpóźniej z drugiej połowy XIV wieku oznaczona w tym wydaniu jako J².
Od roku 2013 przekład ten dostępny jest w darmowej aplikacji dla urządzeń cyfrowych JW Library oraz w Bibliotece Internetowej Strażnicy, a od 2017 roku w serwisie jw.org.

## Przywołane przekłady hebrajskie
- J1 – Ewangelia Mateusza, hebr., redakcja Jean du Tillet, z łacińskim tłumaczeniem Jeana Merciera, Paryż, 1555
- J² – Ewangelia Mateusza z dzieła Szem Toba (’Ewen Bōḥan), Szem Tob ben Izaak ben Shaprut, 1380
- J³ – Ewangelia Mateusza i List do Hebrajczyków, hebr. i łac., Sebastian Münster, Bazylea, 1537 i 1557
- J4 – Ewangelia Mateusza, hebr., Jean Cinqarbres, Paryż, 1551
- J5 – Ewangelie liturgiczne, hebr., Frederick Petri, Wittenberga, 1573
- J6 – Ewangelie liturgiczne, niem. łac. gr. i hebr., Johann Clajus, Lipsk, 1576
- J7 – Poliglota norymberska, 12 języków łącznie z hebr., Elias Hutter, Norymberga, 1599
- J8 – Nowy Testament, hebr., William Robertson, Londyn, 1661
- J9 – Ewangelie, hebr. i łac., Giovanni Battista Jona, Rzym, 1668
- J10 – New Testament ... in Hebrew and English, Richard Caddick, Vol. I–III (zawiera od Mateusza do 1 Koryntian), Londyn, 1798–1805
- J11 – Nowy Testament, hebr., Thomas Fry i inni, Londyn, 1817
- J12 – Nowy Testament, hebr., William Greenfield, Londyn, 1831
- J13 – Nowy Testament, hebr., Alexander McCaul, Michael S. Alexander, John Christian Reichardt i Stanislaus Hoga, Londyn, 1838
- J14 – Nowy Testament, hebr., John Christian Reichardt, Londyn, 1846
- J15 – Ewangelia Łukasza, Dzieje, List do Rzymian, List do Hebrajczyków, hebr., Joachim Heinrich R. Biesenthal, Berlin, 1855, 1867, 1853 i 1858
- J16 – Nowy Testament, hebr., John Christian Reichardt i Joachim Heinrich R. Biesenthal, Londyn, 1866
- J17 – Nowy Testament, hebr., Franz Delitzsch, Londyn, edycja 1981
- J18 – Nowy Testament, hebr., Isaac Salkinson i Christian D. Ginsburg, Lοndyn
- J19 – Ewangelia Jana, hebr., Moshe I. Ben Maeir, Denver, 1957
- J20 – Α Concordance tο the Greek Testament, William Fiddian Moulton i Alfred Shenington Geden, edycja czwarta, Edynburg, 1963
- J21 – The Emphatic Diaglott (grecko-angielski tekst międzywierszowy), Benjamin Wilson, Nowy Jork, 1864
- J22 – Nowy Testament, hebr., United Bible Societies, Jeruzalem, 1979
- J23 – Nowy Testament, hebr., Jean-Marie Paul Bauchet, Rzym, 1975
- J24 – A Literal Translation οf the New Testament ... From the Text οf the Vatican Manuscript, ang., Herman Heinfetter, Londyn, 1863
- J25 – St. Ρaul’s Epistle to the Romans, ang., William G. Rutherford, Londyn, 1900
- J26 – Psalmy i Ewangelia Mateusza 1:1 – 3:6, hebr., Anton Margaritha, Lipsk, 1533
- J27 – Die heilige Schrift des neuen Testaments, niem., Dominik νon Brentano, trzecia edycja, Wiedeń i Praga, 1796